# Georg Dreyer (Unternehmer)
Georg Dreyer (* 15. März 1847 in Neuenkirchen (Melle); † 19. Dezember 1903 in Hannover) war ein deutscher Hof-Färber, Unternehmer und Bürgervorsteher sowie Gründer der Färberei Hof-Schönfärberei A. & G. Dreyer.

## A. & G. Dreyer

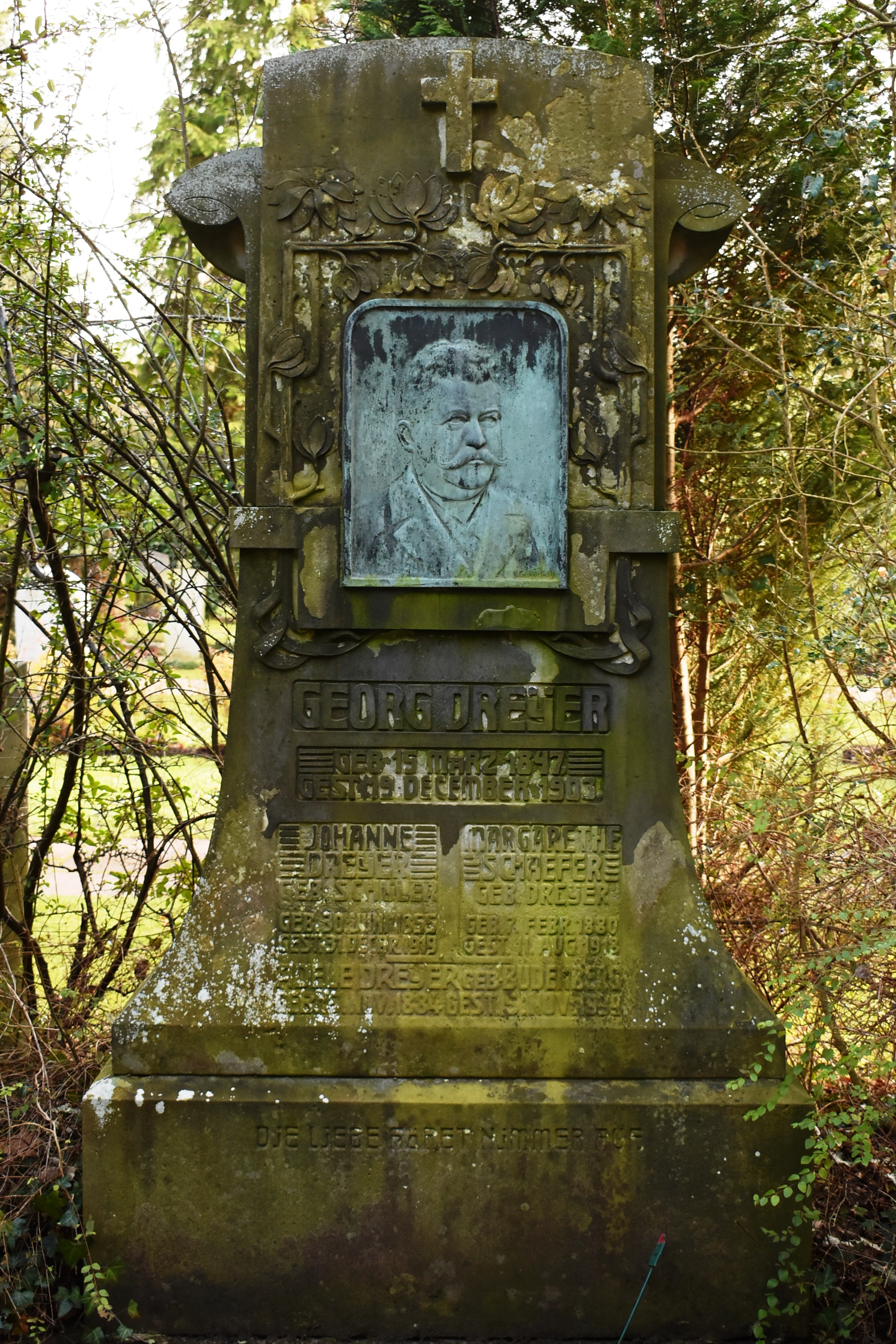
Grabmal mit Porträt-Relief von Karl Gundelach auf dem Stadtfriedhof Engesohde

Über Georg Dreyers frühen Werdegang ist bisher wenig bekannt. 1874 gründete er in Hannover an der Leine die Schönfärberei und Chemische Waschanstalt „A. & G. Dreyer“ ((Lage), westlich der späteren Dreyerstraße) – offensichtlich gemeinsam mit einem Familienmitglied. Die Lage am damals noch wenig ausgebauten Stadtrand und an der Leine in der ehemaligen Ortschaft Königsworth wurde aufgrund der Emissionen und des großen Wasserbedarfs gewählt. Zudem bestanden Transport- und Anliefer-Möglichkeiten über die schiffbare Leine direkt von und zum Fabriksgelände. Über den Wasserweg konnte der „Hof-Schönfarber“ die Herzöge von Braunschweig-Lüneburg und die Fürsten von Schaumburg-Lippe beliefern.
Schon vier Jahre nach der Firmen-Gründung erhielt das Unternehmen auf der „Allgemeinen Gewerbe-Ausstellung der (preußischen) Provinz Hannover“ 1878 eine Medaille „für hervorragende Leistung“.
Anfangs war das Unternehmen nur über einen (um 1800) angelegten Gartenweg als Teil der Andertenschen Wiese an das Straßennetz angeschlossen; als Dreyerstraße wurde dieser Teil der Verbindung erst 1883 „auf Ersuchen der Anlieger benannt.“
1880 soll die Firma – unter Beibehaltung des ursprünglichen Namens – von Moritz Niemann übernommen worden sein. Ein, vielleicht noch alter, Rechnungs-Vordruck von 1903 nennt jedoch wiederum einen Georg Dreyer als Inhaber des Unternehmens.
Ausweislich eines überarbeiteten Rechnungsformulars von 1904 war Robert Dreyer spätestens seitdem neuer Inhaber der „Anstalt für Färberei“ – also exakt im Jahr nach dem Tod des Firmengründers. Im Vergleich mit der Abbildung des Vorjahres zeigen sich verschiedene bauliche Erweiterungen der Fabrikgebäude: Ganz links im Bild des Stiches ist auf dem Firmengelände hinter der Torzufahrt ein kleiner parkähnlicher Garten zu sehen, für namhafte Unternehmen der Zeit um 1900 ein Mittel der Repräsentation und Zeichen des Erfolgs. Außerdem ist eine firmeneigene Kapelle zu erkennen.
Ab 1904 wies die Firma auf neue Techniken und Dienstleistungen hin. Bei der Anpreisung einer zusätzlichen „Amerikanischen Feinwäscherei“ wurden die Vorzüge einer „mechanischen Teppichreinigung“ hervorgehoben. Auch wurde dem Unternehmen für seine Leistungen eine zweite Medaille verliehen.
Das Dokument von 1904 zeigt unten rechts von der Fabrikabbildung eine neue Brücke als Vorläufer der heute denkmalgeschützten Dreyerstraßenbrücke.

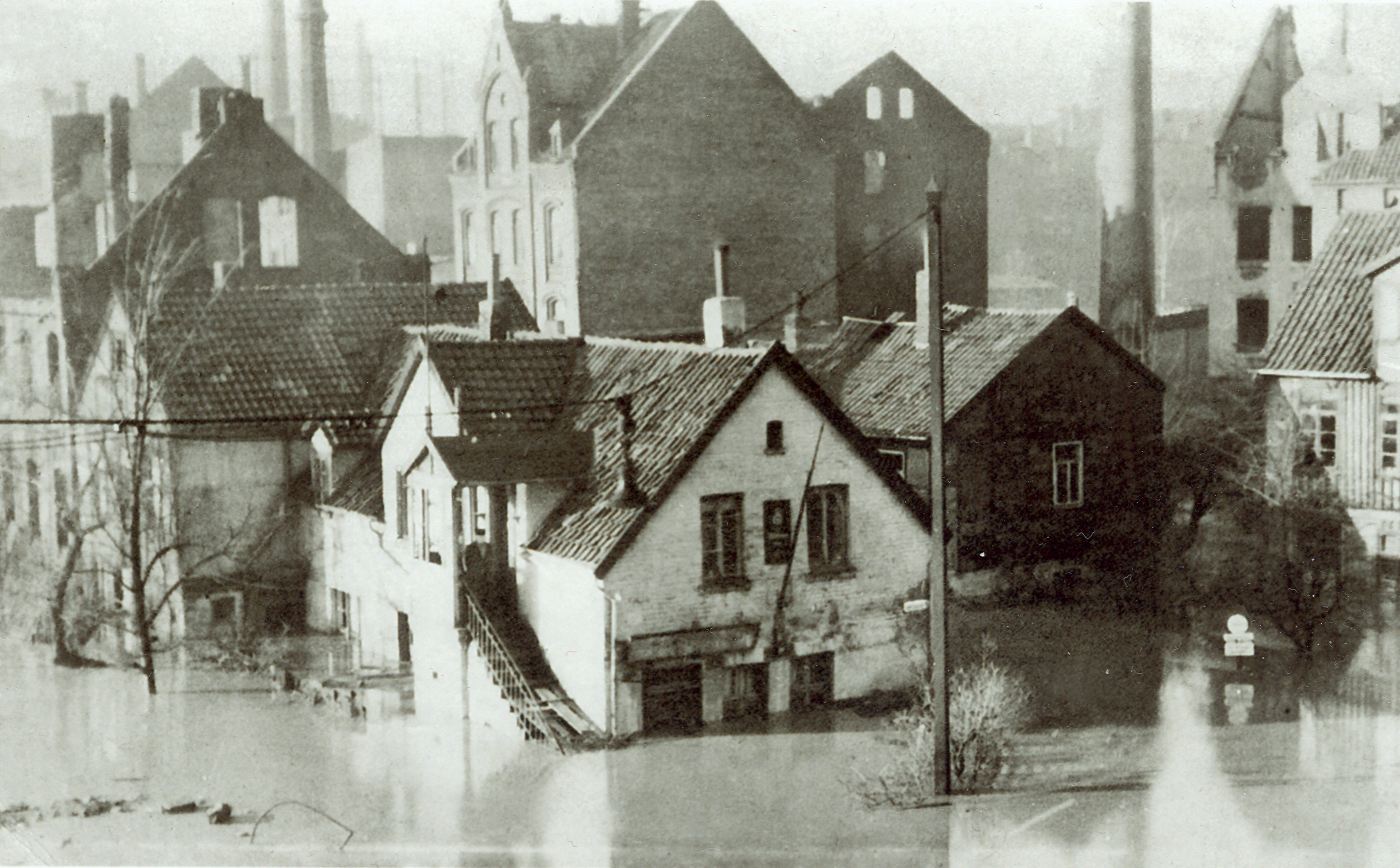
Ruinen im Hochwasser in der Dreyerstraße, Januar 1946

Anfang des 20. Jahrhunderts besaß das Unternehmen sieben Läden und siebzehn Annahmestellen, in der Regel an Orten, an denen kaufkräftige Kundschaft ihre Besorgungen erledigte, wie am Aegidientorplatz.
Durch die Luftangriffe auf Hannover im Zweiten Weltkrieg wurden große Teile der Fabrikanlagen zerstört. 1946, kurz nach Ende des Krieges, richtete die größte Hochwasserkatastrophe Hannovers weitere Schäden an.
Heute stehen auf dem Gelände der ehemaligen Hof-Schönfärberei moderne Wohn- und Bürogebäude.

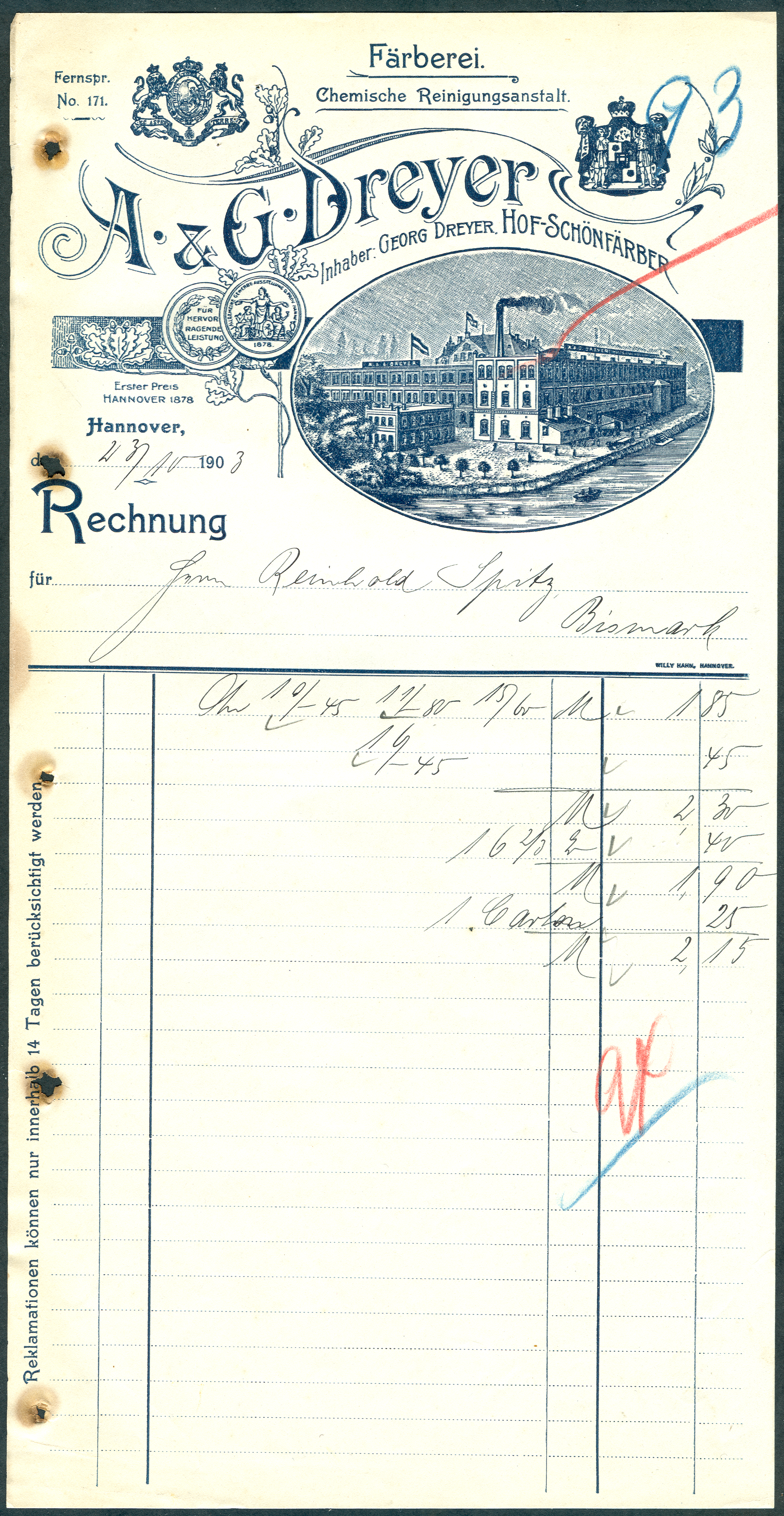
Rechnungsbeleg von A. & G. Dreyer von 1903 mit Abbildung der Fabrikanlagen an der Leine
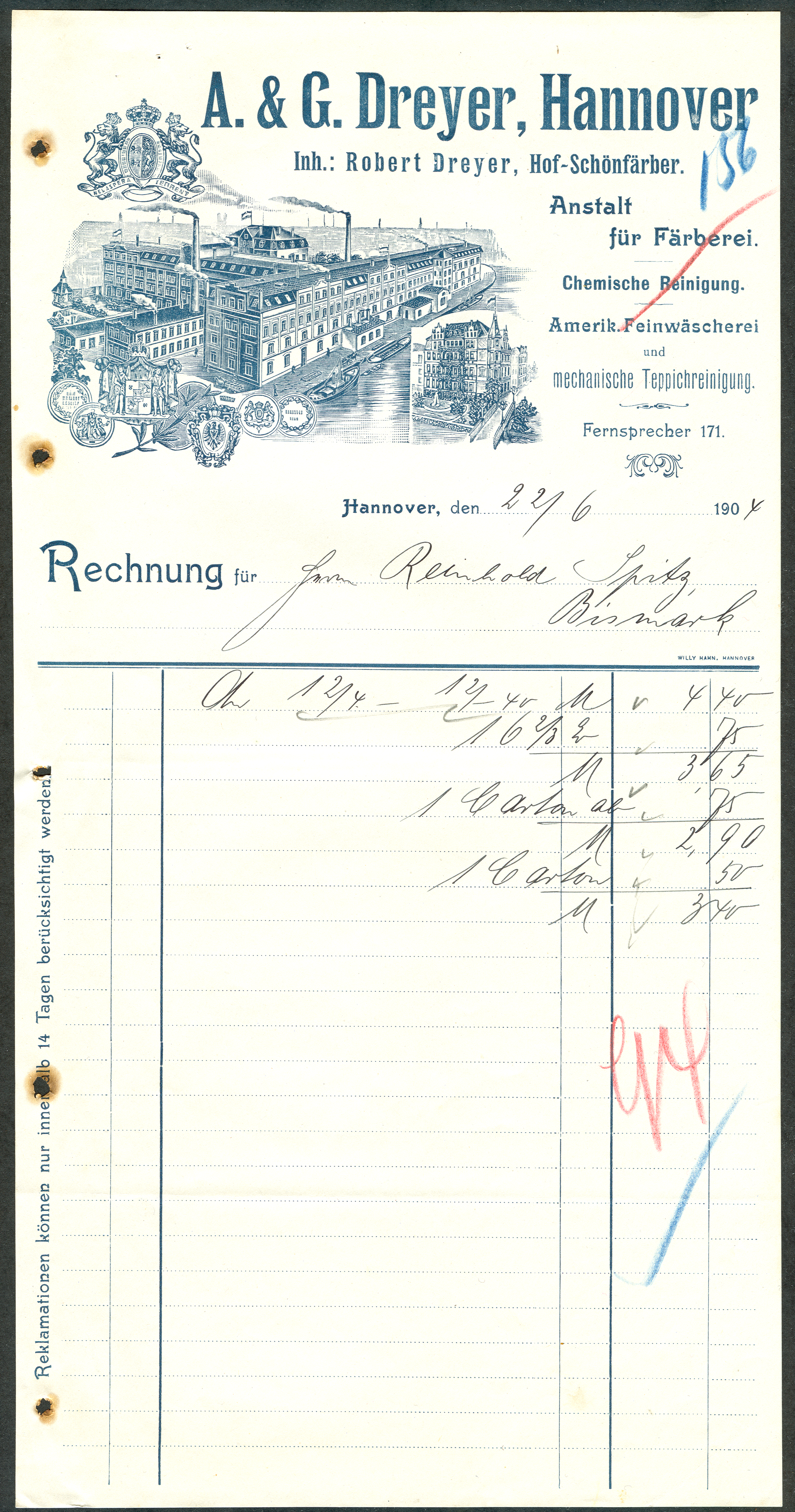
Rechnungsbeleg von 1904 mit Abbildung der erweiterten Fabrikanlagen
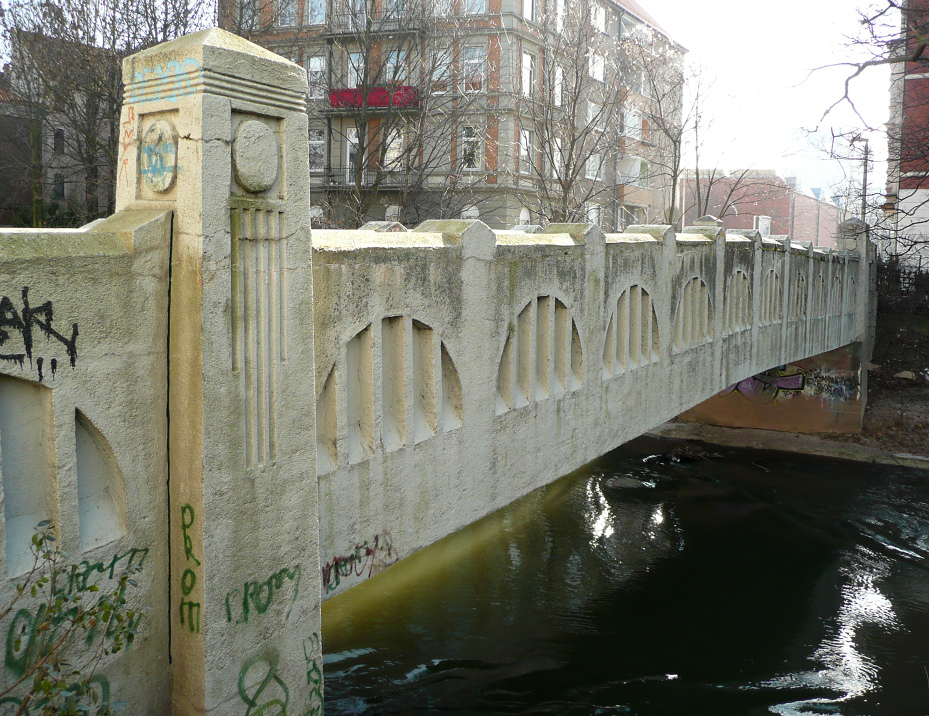
Die denkmalgeschützte Dreyerstraßenbrücke über die Leine